# 府中町立府中中学校
府中町立府中中学校（ふちゅうちょうりつふちゅうちゅうがっこう）は、広島県安芸郡府中町宮の町5丁目にある公立中学校。

## 概要
府中町に2校ある中学校の一つ。生徒数は645名。学級数は17学級。卒業後の生徒の進学先は広島県立安芸府中高等学校や広島国際学院高等学校が多い。また、吹奏楽部は第23回全日本マーチングコンテストの中学校の部で金賞を受賞するなどの成績をおさめている。2020年には、創立74年目を迎えた。

## 沿革
- 1947年（昭和22年）4月 - 安芸郡府中町・中山村・温品村・戸坂村学校組合立府中中学校として開校[5]。
- 1961年（昭和36年）4月 - 安芸郡府中町立府中中学校と改称。
- 1979年（昭和54年）3月 - 柏分級を閉級する。
- 1980年（昭和55年）4月 - 府中町立府中緑ヶ丘中学校を分離する。

## 部活動

### 体育部
- サッカー部[6]
- バスケットボール部（男子・女子）
- 卓球部（男子・女子）
- ソフトテニス部（男子・女子）
- 陸上部（男子・女子）
- バレーボール部
- 野球部
- 剣道部
- 水泳部

### 文化部
- 吹奏楽部
- 茶・華道部
- 家庭科部
- 美術部
- 科学部

## 著名な出身者
- 福部真子 - 陸上競技選手、100mハードル日本記録保持者

## 校区
- 府中町立府中小学校の校区[7]
  - 本町1～2丁目・4～5丁目、鶴江1～2丁目、大須1～4丁目、宮の町1・3丁目・大通2丁目6街区、大通3丁目
- 府中町立府中東小学校の校区
  - 宮の町4～5丁目、瀬戸ハイム1～4丁目、八幡2丁目、山田1～5丁目
- 府中町立府中北小学校の校区
  - 桜ヶ丘、清水ヶ丘、城ヶ丘、みくまり1～3丁目、石井城1～2丁目、本町3丁目

## アクセス
- JR西日本山陽本線 天神川駅下車[8]
- 広電バス「府中郵便局前」バス停下車、徒歩約7分[9]